# Meizu

A Meizu (em chinês：中兴通讯, inglês: Meizu Technology Corporation) é uma empresa chinesa de eletrônicos com sede em Zhuhai, Guangdong. Fundada em 2003 por Jack Wong, a Meizu começou como fabricante de MP3 players e, posteriormente, MP4. Em 2008, a empresa mudou seu foco para smartphones.
Atualmente é a 11º maior fabricante de smartphones do mundo tendo vendido mais de 20 milhões de unidades em 2015. Em fevereiro de 2015, a Alibaba investiu US$ 590 milhões na Meizu, adquirindo uma participação minoritária da companhia.